# Hassle-Bösarps kyrka
Hassle-Bösarps kyrka är en kyrkobyggnad i byn Hassle-Bösarp omkring två kilometer söder om Skurup. Den tillhör Skurups församling i Lunds stift.
Kyrkan är belägen på en höjd omgiven av ett kuperat odlingslandskap.

## Kyrkobyggnaden
Hassle-Bösarp fick sin första kyrka på 1500-talet, men den vet man inte mycket om. Den kyrkan revs på 1860-talet för att ge plats åt en större kyrka.
Den nya kyrkan i nyromansk stil byggdes efter Peter Boisens ritningar och har långhus, en absidformad sakristia, samt ett västtorn med spira. Byggmästare var H. Möller. De ursprungliga ritningarna gjordes av Helgo Zettervall.
Kyrkan invigdes 1866. Den är byggd av tuktad gråsten och kalkstenskvadrar som delvis kommer från den rivna kyrkan. Det finns även inslag av tegel. Kyrkan har kvastade och vitmålade putsfasader, med en rundbågefris längs takfoten. Utvändigt ser kyrkan likadan ut nu som när den var färdigbyggd.
1936 skedde en invändig ommålning under ledning av arkitekten Eiler Græbe. 1983 moderniserades utrymmena under läktaren. Då inrättades bland annat en toalett.
Kyrkan renoverades utvändigt 2003, men har synliga sprickor i fasaden. Dessa förvärrades vid jordbävningen 2008. Då uppstod nya sprickor, både utvändigt och invändigt. Detta dokumenterades av Sweco i början av 2009. Invändigt renoverades kyrkan senast 2005–2006.
Vid en arkeologisk undersökning 1962 hittades i en mosse norr om den nuvarande kyrkan en trolig offerplats från sen järnålder, cirka 300-400 e.Kr., med skelett från människor, en häst och andra fynd.

## Inventarier
- Altaruppsatsen av snidad ek dateras till 1653 och kommer från den gamla kyrkan.
- Predikstolen är målad i grått och har förgyllda detaljer.
- Den sexkantiga dopfunten från 1871 är gjord av cement.
- Dopfatet är av mässing.
- En ljusstake av malm är från 1650.
- Ljuskronorna har en gång tillhört prinsessan Sofia Albertina och hängde på 1700-talet på Drottningholms slott.
- På södra väggen i koret hänger en kollektbricka från 1815.
- Mattan framför altaret är vävd av Hellevi Nilsson-Kjellhard 1955.
- På golvet i vapenhuset finns gravstenar från den gamla kyrkan.
- Kyrkklockan är gjuten i Malmö 1745 och blev omgjuten 1946.
- Ett triumfkrucifix från slutet av 1200-talet förvaras numera i Lunds universitets historiska museum.

### Orgel
- Den nuvarande orgeln byggdes 1867 av Johan Nikolaus Söderling, Göteborg och är mekanisk.

| Manual       | Pedal   |
| Principal 8´ | Bihängd |
| Gedackt 8´   |         |
| Fugara 8´    |         |
| Octava 4'    |         |
| Fleut 4'     |         |
| Octava 2'    |         |
| Trumpet 8'   |         |